# Orlando (ópera)

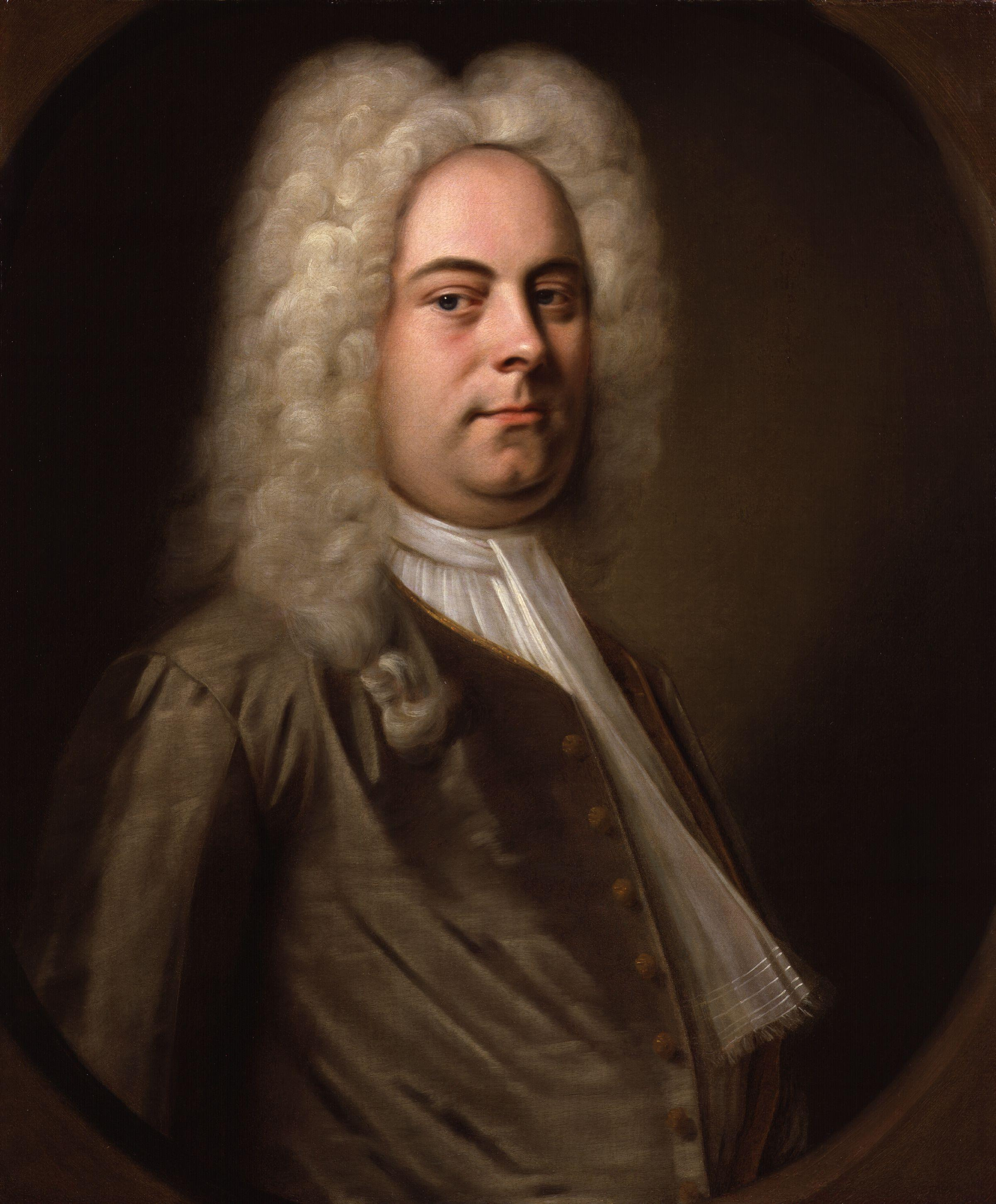
Händel em 1726-1728

Orlando (HWV 31) é uma ópera em três atos composta pelo compositor alemão naturalizado britânico Georg Friederich Händel. O texto é uma adaptação anônima do libreto de Carlo Sigismondo Capece (1652-1728) Orlando ovvero la Gelosa Pazzia escrito para uma ópera perdida de Domenico Scarlatti (1685-1757) de 1711. Capece baseou-se nos livros XIX a XXXVIII da obra Orlando Furioso, de 1516, de autoria de Ludovico Ariosto (1474-1533). Na versão utilizada por Händel, o casal Isabella e Zerbino foi suprimido, à exceção de uma aparição breve de Isabella que é salva por Orlando. Por outro lado, foi acrescentado o personagem Zoroastro. A mesma obra de Ariosto serviu como base para os libretos de outras duas óperas de Händel: Ariodante (HWV 33) e Alcina (HWV 34), ambas de 1735.
Händel concluiu a partitura em 20 de novembro de 1732. A ópera estreou no the King's Theatre em Londres no dia 27 de janeiro de 1733. Seguiram-se dez apresentações desde a estreia até 5 de maio do mesmo ano. Mas, depois disso, a obra não foi mais encenada até ser revivida no final da década de 1950.
De acordo com Dean, a escolha de Händel de musicar Orlando representou uma importante mudança em relação à temática heróica e épica que havia ocupado o compositor desde Amadigi (HWV 11), ópera de 1717. Em Orlando, os elementos mágicos e românticos sobressaem em meio ao conflito central entre a glória guerreira e a paixão amorosa, permeado pela insanidade e pela fúria.
Dean, afirma ainda que Orlando não é uma típica ópera séria, mas também só pode ser considerada uma comédia no sentido de Dante, isto é, por estar repleta de típicas experiências e sentimentos humanos. O paralelo mais evidente seria com A Flauta Mágia, de Mozart. Nos dois casos, os personagens que se servem da voz de baixo têm nomes quase idênticos (Zoroastro em Orlando e Zarastro em A Flauta Mágica) e ambos representam o chamado da razão e convidam os personagens principais a conter suas emoções e seus sentimentos para alcançarem a vitória. Ao contrário de outras óperas mágicas compostas por Händel desde seus primeiros dias em Londres, como Rinaldo (HWV 7) e Teseo (HWV 9), Orlando apresenta um personagem mágico masculino, benevolente e emocionalmente não envolvido com a trama em novo paralelo com a obra citada de Mozart.

## Trama

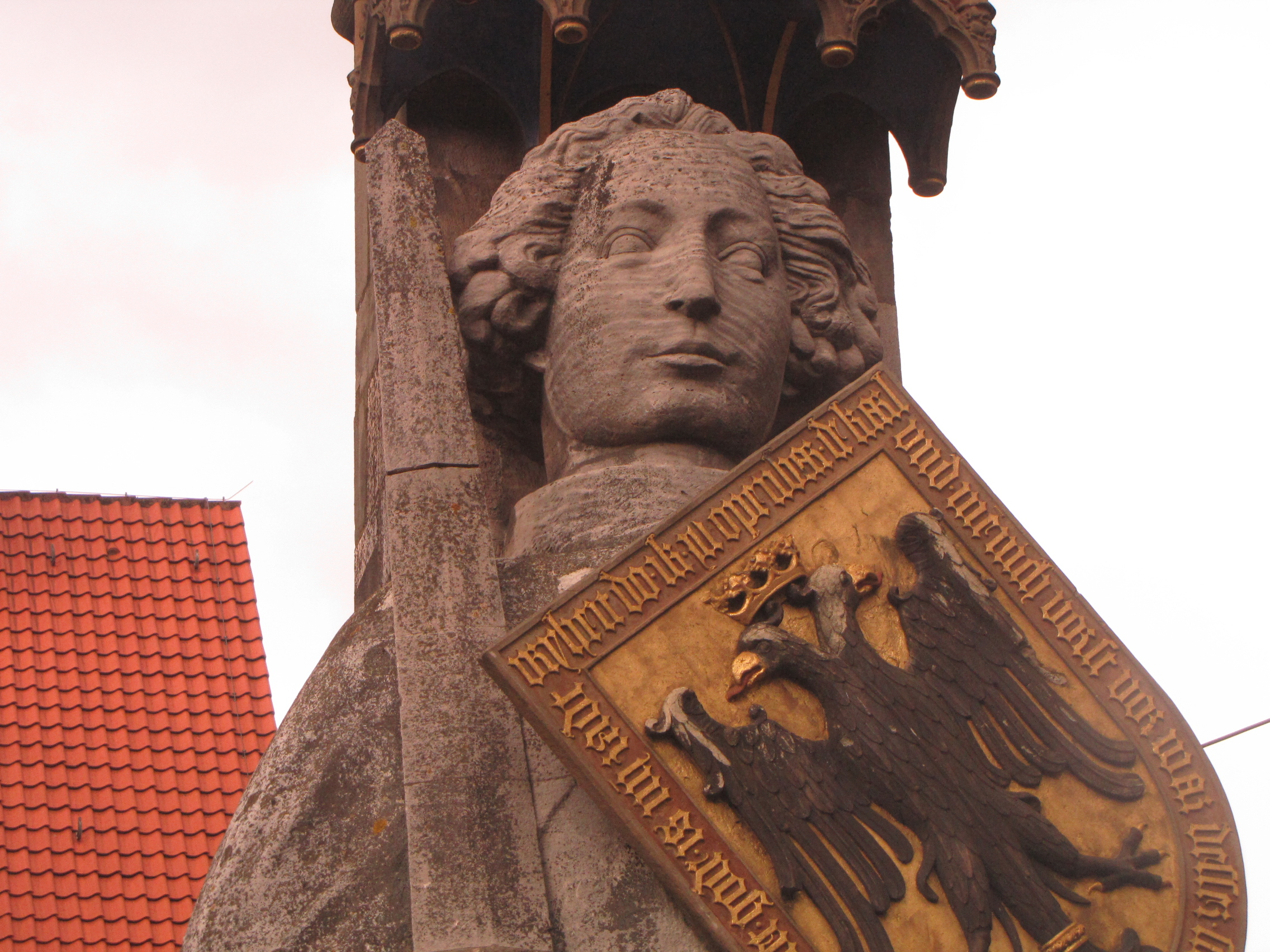
Roland in Bremen, Am Markt

Dean se refere à síntese do argumento impressa no libreto original da ópera: "A paixão desmedida do herói Orlando por Angélica, Rainha da Catai, a qual acaba por privá-lo inteiramente da razão, é uma passagem tomada de empréstimo ao incomparável poema de Ariosto o qual, sendo universalmente conhecido, pode servir de argumento para o drama atual sem necessidade maiores explicações. A ficção adicional relacionada a do amor da pastora Dorinda por Medoro e o zelo constante do mago Zoroastro para com a glória de Orlando, demonstram a forma imperiosa com que o amor se insinua ao coração de pessoas de toda espécie e também como um homem sábio deve estar sempre pronto, com o melhor de sua disposição, para reconduzir ao caminho certo aqueles que se deixam enganar pela ilusão de suas paixões."

## Papéis e elenco originais
| Papéis                    | Tipo vocal    | Elenco de estreia, 27 de janeiro de 1733 |
| ------------------------- | ------------- | ---------------------------------------- |
| Orlando, cavaleiro        | alto castrato | Senesino                                 |
| Angelica, Rainha de Catai | soprano       | Anna Maria Strada                        |
| Medoro, príncipe africano | contralto     | Francesca Bertolli                       |
| Dorinda, pastora          | soprano       | Celeste Gismondi                         |
| Zoroastro, mago           | baixo         | Antonio Montagnana                       |

## Redescoberta
Depois de sua turnê de estreia, Orlando nunca mais foi encenado por completo até o século XX. Susanna Arne cantou O care parolette e Vorrei poterti amar no Little Haymarket em 22 novembro de 1733 e, com outros dois intérpretes, o trio da ópera no mesmo teatro em 05 de janeiro de 1734. Handel incluíu Lascia Amor e O care parolette em seu pasticcio Alessandro Severo (HWV A13), apresentado no The King's Theatre, em 25 Fevereiro 1738. Mas, durante sua vida, Händel jamais reviveu Orlando. Depois de eventos isolados na Alemanha, quando a ópera foi apresentada em versões em língua germânica muito alteradas (Halle, 1922, e Krefeld, 1934), Orlando foi revivida com sucesso em Drottningholm (Suécia) em 1950. A primeira produção britância ocorreu em Abingdon em 1959. Desde então, Orlando tem sido uma das óperas de Händel mais frequentemente encenadas.

## Libreto
Disponível em http://www.haendel.it/composizioni/libretti/pdf/hwv_31.pdf